# Сања Матејић
Сања Матејић (Пљевља, 1978) српска је позоришна, филмска, радио и ТВ глумица. Од 2002. године је чланица ансамбла Књажевско-српског театра. 

## Биографија
Рођена 4. априла 1978. године у Пљевљима. Дипломирала глуму на Факултету уметности у Приштини у класи Милана Плећаша.
Стална је чланица ансамбла Књажевско-српског театра у Крагујевцу. Остварила је велики број улога и у Позоришту за децу Крагујевац. 
Учествовала у поемама Уста светилишта Б. Хорвата, Поглед из сна Ж. Ђорђевића, Игре бројева М. Демића и Црни дан Д. Радовића (2021) на Великом школском часу у Шумарицама. 
Играла је у ТВ серији Корени. Остварује улоге у драмским емисијама Радија Златоусти у Крагујевцу.

## Улоге
У Књажевско-српском театру остварила следеће улоге: 
- Миш (К. Стојановић, Ми-Ши-Ко и Ми-Ши-Сан),
- Кинеска принцеза (С. Пешић, Гуска на месецу),
- Дворска дама (Б. Брехт, Галилејев живот),
- Даница (Б. Нушић, Ожалошћена породица),
- Марсела (Ж. Фејдо, Хотел Слободан промет),
- Додола (М. Јеремић, Милош Велики),
- Прва девојка (В. Шекспир, Ромео и Јулија),
- Рима (Н. Кољада, Бајка о мртвој царевој кћери),
- Девојка; Близанци (Л. Андрејев, Н. Червински, С. Бекет, Реквијем)
- Јелена Вукотић (Ђ. Милосављевић, Контумац или Берман и Јелена),
- Антигона (Есхил, Седам, копродукција са Академским камерним хором “Лицеум” из Крагујевца),
- Коломбина/Цврчак (К. Колоди, Пинокио),
- Јелица (Ј. С. Поповић, Лажа и паралажа),
- Мица (Ј. Л. Карађале, Карневалски призори),
- Текла Божић (М. Црњански, Сеобе),
- Роса (Д. Поповић, Конак у Крагујевцу),
- Конобарица Елена (Џ. Дјукс, П. Мид и Д. Парнел, Теза, копродукција са The Ireland Literature Exchange),
- Дара (Б. Нушић, Госпођа министарка),
- Девојка (М. Флајсер, Пионири у Инголштату),
- Шарлота и Млада жена (Х. Пинтер/Х. Милер/Платон, Клуб Нови светски поредак),
- Полин Кленч (Р. Бин, Један човек, двојица газда),
- Невена Поповић (Р. Васић, Хладњача за сладолед),
- Мајела Јуил (Х. Ли, Убити птицу ругалицу),
- Саша (Н. Брадић, Принцип суперстар - Месечари),
- Зора (М. Јелић, Јелисаветини љубавни јади због молера),
- Учитељица (Б. Ћопић, Башта сљезове боје),
- Паучина (В. Шекспир, Сан летње ноћи),
- Драгиња (Н. Савић, Опет плаче, ал’ сад од среће),
- Софија Александровна (А. П. Чехов, Ујка Вања),
- Барбара Смит (Р. Куни, Бриши од своје жене),
- Петра Ивановна Допчинска (Н. В. Гогољ, Ревизор),
- Прва (У. Визек, Ја од јутра нисам стао),
- Јадвига Јесенска (М. Крлежа, На рубу памети).

У Позоришту за децу Крагујевац остварила следеће улоге:
- (Б. Милићевић, Мамина маза),
- Пепељуга; Маћеха (Шарл Перо, Пепељуга),
- Принцеза; Краљица (Х. К. Андерсен, Принцеза на зрну грашка),
- Кнегињица (М. Настасијевић, Хилперик, радознали разбојник и размажена кнегињица),
- (Ж. Јоковић, Гуливер међу луткама),
- Мали Марко; Царица Милица; (Мирољуб Недовић, Краљевић Марко),
- (Дана Андонова, На Белу недељу),
- Јеж (Радјард Киплинг, Радознало слонче),
- (Х. К. Андерсен, Храбри оловни војник),
- Демон бели Скелетон и Лабудић (Група аутора, Три кинеске приче),
- Лејла (Џ. Мердок, Шехерезада),
- Мачак (Кузман Крстев, Јежић Жожо),
- Мајка (Ана Душа и Тин Грабнар, Тихи дечак),
- Мајка (Феликс Салтен, Бамби),
- Баба Полексија (Миодраг Станисављевић, Царев заточник),
- Џуди (М. Хадон, С. Стивенс, Необичан догађај са псом у ноћи).

У Продукцији Pixel 360 остварила је улогу Еве у комедији Симфонија за Еву по тексту А. Николаја (премијера у Књажевско-српском театру 2017. године). Учествује у дугогодишњој представи КГ сцене из Крагујевца Деца не излазе из моде.

## Награде
- За професионални однос према раду и допринос уметничким резултатима Театра у 2005. години Годишња награда Театра "Јоаким Вујић" 2006. године.
- За улогу Риме у представи Бајка о мртвој царевој кћери вишеструко је награђивана: на Међународном фестивалу малих сцена ДавилаСтудиоИнтерФест у Питештију (Румунија), на Међународном фестивалу малих сцена у граду Враца (Бугарска), на Међународном фестивалу руске драме “Мост пријатељства” у граду Јошкар Ола (Русија), [3] колективну Годишњу награду Књажевско-српског театра за улогу у овој представи 2011. године.
- За улогу Јелице (Лажа и паралажа) добила “Малу лиску” за глумца вечери на Међународном фестивалу комедије “Мостарска лиска” у Мостару и Награду за глумца вечери на Балкан театар фесту у Димитровграду, 2007. године.
- Диплома Књажевско-српског театра за успешно одигране улоге Римке у комаду Бајка о мртвој царевој кћери и Јелице у Лажи и паралажи и уметничку промоцију Театра на међународним фестивалима 2008. године.
- Награда за колективну игру као део ансамбла представе Клуб Нови светски поредак на ЈоакимИнтерФесту у Крагујевцу 2009. године.
- Добитница је Годишње награде Књажевско-српског театра за улогу Соње (Ујка Вања) 2018. године.
- За улогу Мајке у представи Тихи дечак Позоришта за децу из Крагујевца освојила је Награду за најбоље глумачко остварење на Сусретима професионалних позоришта лутака у Суботици 2019. године.
- Колективна награда за анимацију представе Тихи дечак Позоришта за децу из Крагујевца на Дечјем позоришном фестивалу Позориште Звездариште у Београду 2022. године.
- За улогу Јадвиге Јесенске у представи На рубу памети Књажевско-српског театра освојила је Награду за глумачко остварење на Фестивалу професионалних позоришта Србије у Крагујевцу 2022. године.